# Chrysosporium zonatum
Chrysosporium zonatum är en svampart som beskrevs av Al-Musallam & C.S. Tan 1989. Chrysosporium zonatum ingår i släktet Chrysosporium och familjen Onygenaceae.   Inga underarter finns listade i Catalogue of Life.